# Instituto de Investigación en Ciencias de la Alimentación
El Instituto de Investigación en Ciencias de la Alimentación (CIAL) es un centro mixto de titularidad compartida entre el Consejo Superior de Investigaciones Científicas (CSIC) y la Universidad Autónoma de Madrid (UAM), integrado en el Campus de Excelencia Internacional (CEI) UAM+CSIC en la ciudad de Madrid (España).

## Historia y objetivos
En 1999, un grupo de investigadores científicos dentro del Área de Ciencia y Tecnología de los Alimentos del CSIC y de la UAM se constituyeron formalmente como Unidad Asociada, origen del actual instituto. En 2004, la UAM y el CSIC presentaron a la Unión Europea el proyecto de construcción del edificio del CIAL. El nombramiento de los órganos de gobierno y el traslado del personal a la nueva sede se produjo en junio de 2010, iniciándose la actividad del instituto. El CIAL fue oficialmente inaugurado el 24 de marzo de 2011, siendo el primer instituto que trasladó la investigación sobre los ‘Alimentos’ al campus UAM.
En el CIAL se desarrolla una investigación de calidad en ciencias de la alimentación, nutrición y salud, para lograr innovación, valor comercial, y el bienestar de la población. El objetivo general es generar conocimiento científico sobre cómo la alimentación influye en la salud, considerando la variabilidad de la respuesta humana a los componentes alimentarios, sus mecanismos de acción y los factores de riesgo asociados a las enfermedades, incluyendo aspectos sobre la seguridad de los alimentos y la aceptación del consumidor. Así, la actividad investigadora que se realiza en el CIAL está dirigida a establecer evidencias científicas sobre los efectos fisiológicos de los alimentos y sus constituyentes en la salud humana y la prevención de enfermedades, mejorando su seguridad y sus propiedades sensoriales, identificando a nivel molecular los mecanismos de la actividad biológica de los ingredientes de los alimentos, y de sus metabolitos en el organismo humano, así como sus interacciones con los diferentes componentes de la dieta. Mediante las herramientas más avanzadas para el aislamiento y la caracterización de estos ingredientes, técnicas bioanalíticas de última generación, y los nuevos enfoques de las ciencias ómicas, se persigue contribuir a resolver los retos científicos sobre la relación entre los alimentos y la salud, con implicaciones en el desarrollo de intervenciones nutricionales, que se consideran la base de la alimentación del futuro.
Las infraestructuras e instalaciones singulares del CIAL fortalecen el valor tecnológico y de excelencia científica del centro, con amplia proyección hacia el sector empresarial. El carácter aplicado de sus investigaciones convierte al CIAL en foco de consulta frecuente de la industria, participando en numerosos proyectos de colaboración orientados a las necesidades de la población actual y para el desarrollo económico del país.
El CIAL contribuye a la formación de recursos humanos en todos los periodos de la carrera científica y técnica, mediante el entrenamiento de técnicos, estudiantes de grado y máster, así como la formación predoctoral y postdoctoral avanzada. La comunicación con la sociedad es intensa a través de distintos foros e iniciativas propias, que incluyen convenios de colaboración para actividades de difusión científica, organización de eventos, difusión de boletines y la participación en medios de comunicación. 

## Organización del CIAL
El instituto se estructura en tres departamentos de investigación: Bioactividad y Análisis de Alimentos, Biotecnología y Microbiología de Alimentos y Producción y Caracterización de Nuevos Alimentos, donde se desarrollan las actividades de investigación especialmente en relación con los siguientes temas:
- Aplicación de la biotecnología  en la mejora de la calidad de los alimentos
- Aplicación de la transcriptómica, proteómica, metabolómica y genómica en alimentos y muestras biológicas
- Aplicación de tecnologías sostenibles en la producción de ingredientes alimentarios como el uso de fluido supercríticos
- Aprovechamiento y revalorización de subproductos de la industria alimentaria para la obtención de nuevos alimentos y bebidas saludables
- Desarrollo de nuevas estrategias para el control de patógenos
- Estudio de la actividad biológica de proteínas y péptidos alimentarios
- Estudio de la interacción de ingredientes bioactivos y la microbiota humana
- Estudio de la relación ciencia y gastronomía
- Estudio de la seguridad alimentaria y la calidad sensorial del vino
- Estudio de las propiedades beneficiosas en la salud de las bacterias probióticas
- Estudio de las propiedades saludables de la fracción lipídica de los alimentos, principalmente productos lácteos
- Evaluación de la alergenicidad de proteínas de productos lácteos y huevo
- Obtención, caracterización y evaluación de la bioactividad de carbohidratos prebióticos.
- Obtención de nuevos componentes bioactivos y estudio de nuevas fuentes

## Plataformas e infraestructuras
Uno de los principales hitos del CIAL ha sido la creación y puesta en funcionamiento de diferentes plataformas e infraestructuras singulares: la Plataforma Novalindus de Innovación en Tecnología Alimentaria, la Plataforma de Metabolómica, y el Simulador Gastrointestinal Dinámico simgi®.
Por sus prestaciones, cada una de estas unidades dota al instituto de una visibilidad única a nivel internacional, y constituyen una contribución destacada a las infraestructuras de investigación e innovación (in3) del CEI UAM+CSIC. Estas unidades brindan apoyo a la investigación, facilitando la realización de contratos y/o servicios a las empresas, centros de investigación, centros tecnológicos, universidades y otras entidades que lo soliciten. Estas plataformas disponen de equipamientos científicos singulares como por ejemplo equipos de extracción con fluido supercríticos (Novalindus), equipamiento de análisis avanzado por Espectrometría_de_masas (metabolómica) o el primer simulador gástrico que funciona en condiciones dinámicas instalado en España (simgi®).

## Listado de directores
- 2008-2010: Alejandro Cifuentes Gallego (previo a inauguración)
- 2010-2017: M. Victoria Moreno Arribas
- 2017-2021: Tiziana Fornari Reali
- 2021-hoy : M. Mar Villamiel Guerra